# Kom (Sprache)
Die Sprache Kom (Eigenbezeichnung Itaŋikom) ist eine bantoide Sprache, die von der Volksgruppe der Kom in Kamerun gesprochen wird. Kom ist eine Tonsprache mit drei Tönen.

## Abgrenzung
In Indien gibt es ebenfalls eine Sprache, die Kom genannt wird. Sie zählt zur nördlichen Gruppe innerhalb der Mizo-Kuki-Chin-Sprachen und hat laut dem indischen Zensus von 2001 nur noch ca. 15.000 Sprecher. Die unten genannten Quellen und Links beziehen sich nicht auf diese indische Sprache.